# 頑皮世界野生動物園
頑皮世界野生動物園是一間位於臺灣臺南市的動物園與遊樂園，是南台灣佔地最大的動物園，並曾入選為南瀛百景之一。園區約飼養300多種動物，佔地約20公頃。

## 沿革

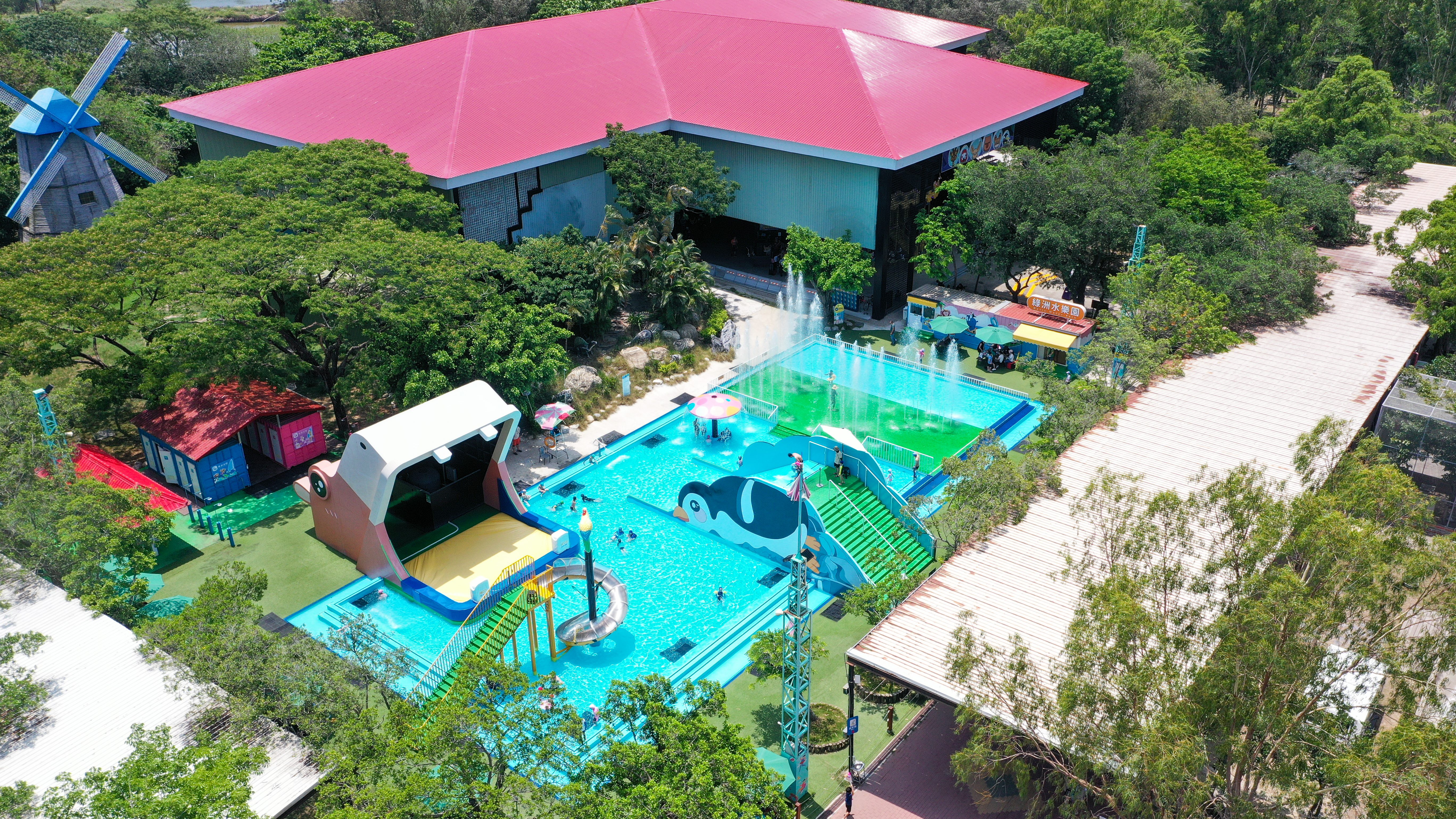
頑皮世界水樂園

頑皮世界開幕於1994年，佔地約20公頃。最大特色是大部分鳥類皆為自由放養，隨處可以看到孔雀、綠頭鴨、黑天鵝、埃及雁等。園區飼養約300多種動物，園內的世界兩棲爬蟲博物館則據說有200多種兩棲類及爬蟲類。
2020年，三立電視旗下公司三立影城入主頑皮世界。
2021年，頑皮世界計畫自史瓦帝尼買入18隻長頸鹿等動物，但遭到動物權利團體和時代力量立法委員陳椒華等人反對。他們認為，頑皮世界對待動物的方式有問題，且過去10年養有5隻長頸鹿卻已死去4隻。據經營團隊說法，他們之所以想引進長頸鹿，是想成立「長頸鹿復育基地」。最後在8月24日，頑皮世界與動保團體台灣動物社會研究會、台灣防止虐待動物協會、台灣動物平權促進會發出聯合聲明，終止這項動物引進計畫。同年9月18日，頑皮世界水樂園開幕試營運，新的仿棲地之動物展示區也開放遊客參觀。
2022年，頑皮世界裡的遊樂設施因老舊需整修，於動工前夕特別邀請徐懷鈺開唱。2023年春節，重新開放。

## 交通
- 大台南公車

| 編號 | 營運業者 | 路線       | 停靠站   |
| ---- | -------- | ---------- | -------- |
| 棕1  | 新營客運 | 新營－雙春 | 頑皮世界 |

## 外部連結
- 頑皮世界野生動物園 （页面存档备份，存于）
- 頑皮世界野生動物園(Wanpi World Safari Zoo)的Facebook專頁
- YouTube上的頑皮世界野生動物園頻道